# Komissàrovka
Komissàrovka (en rus: Комиссаровка) és un poble de l'óblast de Kémerovo, a Rússia, que en el cens del 2010 no tenia cap habitant, pertany al districte de Mariïnsk.